# Дубковский, Хорхе
Хорхе Дубковский (Jorge Dubcovsky, род. 18 января 1957, Буэнос-Айрес) — аргентинско-американский генетик растений и селекционер, специалист по пшенице.
Заслуженный профессор Калифорнийского университета в Дейвисе, член НАН США (2013).
Лауреат премии Вольфа по сельскому хозяйству (2014).

## Биография
Трудовую деятельность начал школьным учителем.
Окончил Университет Буэнос-Айреса (бакалавр биологических наук, 1984) и в 1989 году там же получил докторскую степень по биологии. В 1991 году завершил постдокторскую подготовку в Институте молекулярной биологии в Аргентине и отправился в Калифорнийский университет в Дейвисе, где также в качестве постдока провёл три года (1992—1994) в лаборатории Яна Дворака (Jan Dvorak), который оказал на Дубковского значительное влияние. Затем вернулся в Аргентину, где два года работал в Национальном институте технологии сельского хозяйства. С 1996 года вновь в Калифорнийском университете в Дейвисе: ассистент-профессор, с 1999 года ассоциированный профессор, с 2003 года — профессор кафедры ботаники. Также исследователь в Howard Hughes Medical Institute. Подготовил 12 аспирантов (Ph.D.).
Ассоциированный редактор PNAS.
Фелло Crops Science Society of America.
Автор более 180 публикаций, работ в Science и PNAS.
Женат, двое детей.
Награды и отличия
- Hoagland Award, American Society of Plant Biologists (2009)
- Honor Award министра сельского хозяйства США (2011)
- Platinum Konex Award[англ.] Argentina (2013)
- Премия Вольфа по сельскому хозяйству (2014)
- UC Davis Innovator of the Year Award (2017)[3]